# Čepinski Martinci
Čepinski Martinci – wieś w Chorwacji, w żupanii osijecko-barańskiej, w gminie Čepin. W 2011 roku liczyła 663 mieszkańców.